# BWA Wrocław
BWA Wrocław – Galerie Sztuki Współczesnej – wrocławska instytucja kultury, która została powołana 1 stycznia 1952 roku jako Delegatura Centralnego Biura Wystaw Artystycznych w Warszawie. Jej pierwszym kierownikiem był Dymitr Kasaty. Od 1962 roku, po decentalizacji zmieniło nazwę na Biuro Wystaw Artystycznych we Wrocławiu. Zajmuje się organizacją wystaw, wydawnictwem, działalnością edukacyjną i promocyjną. Posiada kilka przestrzeni wystawienniczych na terenie miasta: BWA Wrocław Główny, Dizajn, SIC!, Studio. Jest finansowana przez gminę Wrocław.
Od roku 2002 do 2020 roku dyrektorem instytucji był Marek Puchała. We wrześniu 2020 nowym dyrektorem został Maciej Bujko.

## Galerie BWA Wrocław

### Galeria Awangarda
W najstarszej przestrzeni Galerii Awangarda prezentowane było pełne spektrum przejawów sztuki współczesnej z naciskiem na jej konteksty społeczne, kulturowe i ideologiczne. Od 4 lutego 2019 roku na czas zabezpieczenia budynku i przygotowania go do pierwszej fazy prac remontowych przestrzeń galerii Awangardy jest zamknięta dla zwiedzających.

### Galeria BWA Wrocław Główny
Od 2019 BWA Wrocław ma nową przestrzeń: galerię BWA Wrocław Główny, która została przyznana przez miasto z racji konieczności remontu galerii Awangarda. Przestrzeń ta mieści się na antresoli dworca kolejowego Wrocław Główny.
Kierowniczką galerii jest Joanna Kobyłt.

### Galeria SIC!
Galeria specjalizuje się w wystawach szkła artystycznego i ceramiki, dla których zaplecze stanowi tradycja tej dyscypliny rozwijana od początków istnienia wrocławskiej ASP. Jest to jedyna w Polsce publiczna galeria poświęcona szkłu artystycznemu, studyjnemu i użytkowemu rozszerza swoją działalność o zagadnienia związane nie tylko z materiałem.
Kierowniczką galerii jest Dominika Drozdowska.

### Galeria Dizajn
Galeria funkcjonująca od dwóch dekad jako przestrzeń poświęcona polskiemu projektowaniu, od 2009 roku rozwija program dizajnu społecznego, krytycznego wobec kultury przedmiotu konsumpcyjnego, zaangażowanego w budowanie poprzez szeroko zakrojone działania edukacyjne dyskusji na temat projektowania, filozofii i kultury. Jej program tworzą wystawy kuratorskie, które najczęściej dotyczą społecznych wymiarów dizajnu, oraz aktywności wydawnicze, publicystyczne i warsztatowe.
Kierowniczką galerii jest Katarzyna Roj.

### Galeria Studio
Galeria funkcjonuje od 1999 roku. Znajduje się w centrum Wrocławia przy ulicy Ruskiej 46a. Rozwija problemy poruszane w ramach Międzynarodowego Biennale Sztuki Zewnętrznej OUT OF STH, a także łączy w sobie funkcje rezydencji, otwartej pracowni, czytelni, przestrzeni spotkań i debat zachowując przy tym charakter galerii sztuki.
Kierowniczką galerii jest Joanna Stembalska.

## Magazyn Biuro
Od 2009 roku BWA Wrocław wydaje Biuro (stylizowane BIURO, towarzyszący programowi wystawienniczemu tematyczny magazyn o sztuce współczesnej, dizajnie, stylu życia, architekturze i filozofii. Do lutego 2019 roku ukazało się siedemnaście numerów czasopisma. Redaktorką naczelną jest Anna Mituś.

## Wystawy i projekty
BWA Wrocław współpracuje m.in. z ASP we Wrocławiu jako współorganizator Konkursu im. Eugeniusza Gepperta oraz wystaw dyplomowych studentów wrocławskiej akademii. Cyklicznie organizuje również Biennale Sztuki Zewnętrznej Out of Sth, które po raz pierwszy odbyło się w 2008 roku.